# Sigaol Timur
Sigaol Timur is een bestuurslaag in het regentschap Toba Samosir van de provincie Noord-Sumatra, Indonesië. Sigaol Timur telt 529 inwoners (volkstelling 2010).